# La flor
 (janvier 2019).
Pour plus de détails, voir Fiche technique et Distribution.
La flor est un film argentin réalisé par Mariano Llinás, sorti dans les salles françaises en mars 2019. Avec une durée de 814 minutes, il s'agit du plus long film de l'histoire du cinéma argentin. Son tournage s'est étalé sur 10 ans.
Exploité en 4 parties d'environ 3 h 20 min chacune, il se compose de 6 épisodes, chacun dans un genre différent, de durées variables (de 22 minutes à 4 h 45 min) et, à l'exception du 5e épisode, emploie les 4 mêmes actrices.

## Synopsis
- 1e partie
  - Exposition du projet
  - Épisode 1 : film fantastique (80')
  - Épisode 2 : film romantique et musical (120')
- 2e partie
  - Épisode 3 : film d'espionnage, actes I (98') et II (95')
- 3e partie
  - Épisode 3, acte III (124')
  - Épisode 4 : mise en abyme du tournage d'un film, chapitre 1 : le printemps (83')
- 4e partie
  - Épisode 4, chapitre 2 : Les lettres de Gatto  (105')
  - Exposition de la fin du projet (10')
  - Épisode 5 : film muet en noir et blanc, remake de Partie de campagne de Jean Renoir (40')[1]
  - Épisode 6 : film muet en couleurs avec intertitres (22')
  - Générique (40')

## Fiche technique
- Titre français : La flor
- Réalisation : Mariano Llinás
- Scénario : Mariano Llinás
- Photographie : Agustín Mendilaharzu
- Montage : Alejo Moguillansky et Agustín Rolandelli
- Musique : Gabriel Chwojnik
- Pays d'origine : Argentine
- Format : Couleurs - 35 mm - 1,85:1 - Dolby Digital
- Genre : drame, fantastique, musical
- Durée : 814 minutes
- Dates de sortie :
  -  Suisse : 3 août 2018 (Festival international du film de Locarno 2018)
  -  Argentine : 21 septembre 2018
  -  France : 6 mars 2019 (première partie sur quatre)

## Distribution
- Pilar Gamboa : Victoria / Daniela 'La Niña Cruz'
- Elisa Carricajo : Marcela / Isabela
- Laura Paredes : Lucía / Flavia
- Valeria Correa : Yanina / Andrea Nigro
- Eugenia Alonso : la mère de Yanina
- Germán de Silva : Giardina

## Distinctions

### Récompense
- Festival Biarritz Amérique latine 2018 : Prix du jury[2].

### Sélections
- Festival international du film de Locarno 2018 : sélection en compétition internationale.
- Festival international du film de Toronto 2018 : sélection en section Wavelengths.
- Festival des trois continents 2018 : sélection en section Un état des lieux du cinéma contemporain.
- New York Film Festival
- London Film Festival
- Rotterdam International Film Festival

## Durée
La flor a été, jusqu'en 2018, en tête du classement mondial des films de fiction les plus longs.
Il est détrôné en 2019 par Amra Ekta Cinema Banabo, film de 1 265 min (21 h 5 min) du Bangladesh.

### Presse
- Cédric Lépine, « Un point de vue sur La flor de Mariano Llinás », Cinémas d’Amérique latine, no 27,‎ 2019, p. 48-53 (lire en ligne).
- « La flor : le projet le plus fou de l’année (critique) », Première,‎ 2019 (lire en ligne).
- « La fine Flor (critique) », Libération - Cinéma,‎ 2019 (lire en ligne).
- « Rencontre avec Mariano Llinás », Télérama.